# Armin Schwarz
Armin Schwarz (Neustadt an der Aisch, Alemanya, 16 de juliol de 1963) fou un pilot de ral·lis alemany guanyador del Campionat europeu de ral·lis l'any 1996 amb un Toyota Celica GT-Four. Fou un pilot habitual del Campionat Mundial de Ral·lis, on disputà 119 ral·lis, imposant-se en el Ral·li Catalunya de 1991, la seva única victòria. Debutà l'any 1988 i es retirà el 2005, havent pilotat per Toyota, Mitsubishi, Ford, Škoda i Hyundai.